# Antoinette Guedia
Antoinette Joyce Guedia Mouafo est une nageuse camerounaise née le 21 octobre 1995 à Douala.

## Biographie
Antoinette Guedia apprend à nager à 8 ans dans la piscine d'un hôtel de Douala.
En 2006, elle devient championne du Cameroun du 100m brasse. L'année suivante, elle participe aux jeux africains, organisés à Alger, où elle nage pour la première fois dans un bassin olympique.
Elle participe aux Jeux olympiques d'été de 2008, à Pékin, où elle est la plus jeune sportive présente, à 12 ans et 10 mois. Elle termine 4e de sa série du 50m nage libre en 33 s 59.
En 2012, elle participe de nouveau aux Jeux olympiques. Elle réalise le 53e temps des séries du 50m nage libre, sur 74 nageuses (29 s 28).